# 南蘇城 (內布拉斯加州)
南蘇城（英語：South Sioux City）是位於美國內布拉斯加州達科他縣的城市。

## 人口
根據2020年美國人口普查的數據，南蘇城的面積為17.16平方千米，當中陸地面積為16.32平方千米，而水域面積為0.84平方千米。當地共有人口14043人，而人口密度為每平方千米818人。